# Espinosa de Almanza
Espinosa de Almanza es una localidad española perteneciente al municipio de Almanza, en la Tierra de Sahagún, provincia de León, comunidad autónoma de Castilla y León.
Situada al oeste de una colina.
Confina al norte con Cabrera de Almanza, al este Calaveras de Abajo, al sur Almanza y al oeste Mondreganes.
Produce centeno, trigo, legumbres y algún lino. Cría un poco de ganado, y cuenta con caza mayor y menor.
Perteneció a la antigua Jurisdicción de Almanza.